# Die Wirtin (Dostojewski)
Die Wirtin (Originaltitel russisch: Хозяйка, Chozjajka) ist eine Novelle des Schriftstellers Fjodor Michailowitsch Dostojewski.

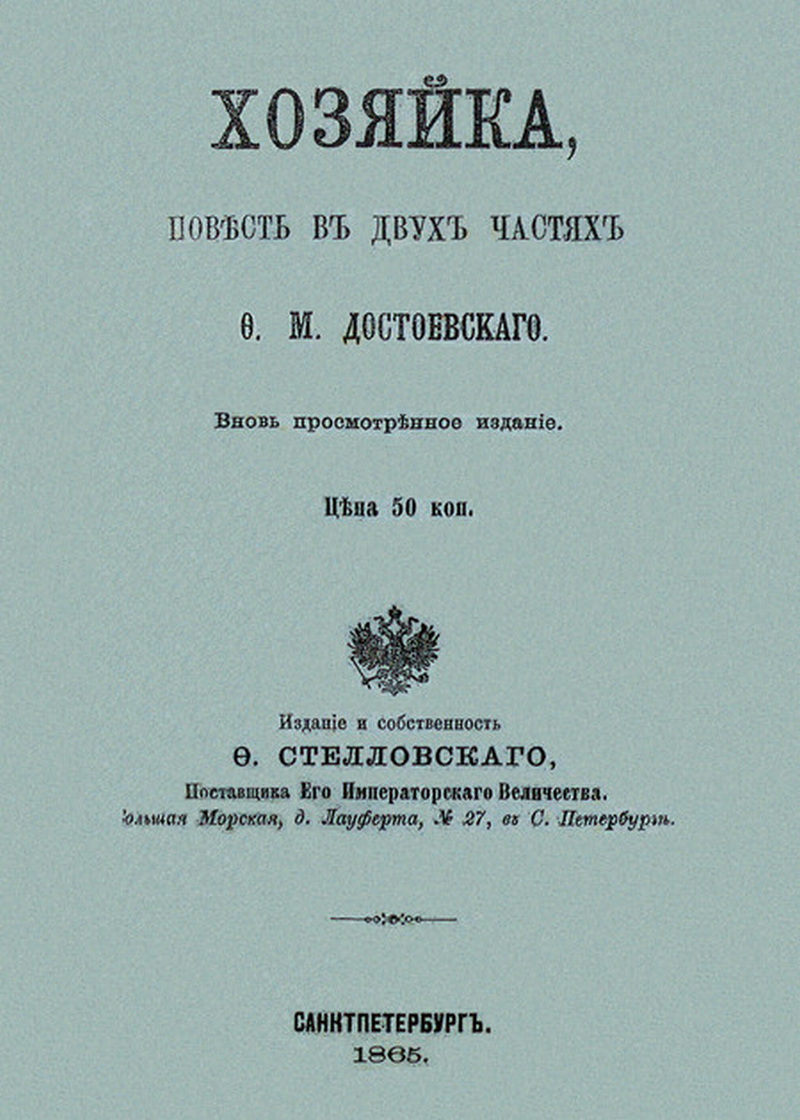
Titelblatt der russischen Ausgabe von 1865

Erstmals veröffentlicht wurde sie 1847 in der russischen Zeitschrift Vaterländische Annalen. Sie handelt von einer hoffnungslosen Liebe eines einzelgängerischen Träumers. Im Gegensatz zu dem vorangegangenen Roman Arme Leute blieb bei Die Wirtin der Erfolg aus. Der Literaturkritiker Wissarion Belinski äußerte sich negativ zu diesem Werk, nachdem er zuvor den Roman Arme Leute außerordentlich gelobt hatte.
Die Erzählung ist auch unter den Übersetzungen Die Zimmerwirtin, Das junge Weib, Heilige Landschaft, Die Hausfrau und Die Unbekannte in deutscher Übersetzung erschienen.

## Bearbeitungen
2013 führte die Volksbühne am Rosa-Luxemburg-Platz in Berlin eine Bühnenbearbeitung der Erzählung von Frank Castorf auf. Castorf hat bereits Dostojewskis Romane Erniedrigte und Beleidigte, Die Dämonen, Schuld und Sühne, Der Idiot und Der Spieler für die Bühne eingerichtet.

## Ausgaben
- Fjodor M. Dostojewski: Sämtliche Erzählungen. Roman in neun Briefen. Herr Prochartschin. Ein junges Weib (Die Wirtin). Polsunkoff. Ein schwaches Herz. Die fremde Frau und der Ehemann unter dem Bett. Ein ehrlicher Dieb. Weihnacht und Hochzeit. Ein kleiner Held. Das Krokodil. Bobok. Die Sanfte. Traum eines lächerlichen Menschen. Mit Anmerkungen. Zürich: Piper 1984. ISBN 3-492-00638-8